# Listă de filme poloneze din anii 2010
Aceasta este o listă de filme poloneze din anii 2010.
| 2010                                                              |                     | |                                    |                                         |
| Kobieta, która pragnęła mężczyzny (Kvinden der drømte om en mand) | Per Fly             | Sonja Richter, Marcin Dorociński, Mikael Nyqvist                                                    | film dramatic                      | Coproducție.                            |
| 2011                                                              |                     | |                                    |                                         |
| 80 milionów                                                       | Waldemar Krzystek   | Filip Bobek                                                                                         | film dramatic                      |                                         |
| 1920 Bitwa Warszawska (Bătălia de la Varșovia din 1920)           | Jerzy Hoffman       | Borys Szyc, Natasza Urbańska, Daniel Olbrychski                                                     | film istoric                       | Despre Bătălia de la Varșovia din 1920. |
| W ciemności (În beznă)                                            | Agnieszka Holland   | Robert Więckiewicz, Benno Fürmann, Maria Schrader, Herbert Knaup                                    | film de război, dramatic           | Coproducție                             |
| Listy do M.                                                       | Mitja Okorn         | Roma Gąsiorowska, Maciej Stuhr, Piotr Adamczyk, Agnieszka Dygant, Paweł Małaszyński, Tomasz Karolak | film de Crăciun, comedie, romantic |                                         |
| Sala Samobójców (Camera sinucigașilor)                            | Jan Komasa          | Jakub Gierszał, Roma Gąsiorowska, Agata Kulesza, Krzysztof Pieczyński                               | film dramatic                      |                                         |
| 2012                                                              |                     | |                                    |                                         |
| Kac Wawa                                                          | Łukasz Karwowski    | Borys Szyc, Michał Żurawski, Antoni Pawlicki, Tomasz Karolak, Michał Milowicz                       | film de comedie                    |                                         |
| Walesa                                                            | Andrzej Wajda       | Robert Wieckiewicz, Agnieszka Grochowska                                                            | film biografic                     | Despre viața lui Lech Wałęsa.           |
| Baby Blues                                                        | Katarzyna Rosłaniec | Magdalena Berus                                                                                     | film dramatic                      |                                         |
| Aglaja (De ce fierbe copilul în mămăligă)                         | Krisztina Deák      | Babett Jávor, Piroska Móga, Eszter Ónodi                                                            | film biografic, dramatic           | Coproducție (Ungaria, România, Polonia) |